# Grove City (Pennsylvanie)
Grove City est une localité du comté de Mercer en Pennsylvanie, à environ 100 km au nord de Pittsburgh.
Sa population était de 8 322 habitants en 2010.